# Lista över spel för Kinect
Det här är en lista över nuvarande och kommande spel som officiellt släppts/annonserats för Kinect for Xbox 360. Vissa av spelen går även att spela utan Kinect, detta utmärks genom texten (Stöds) efter spelets namn.

## Spel

### Familjspel
- Kinect Adventures
- Game Party: In Motion

### Barnspel
- Kinectimals

### Träningsspel
- Your Shape: Fitness Evolved
- Kinect Zumba Fitness
- Get Fit with Mel B
- EA Sports Active 2.0
- The Biggest Loser: Ultimate Workout Kinect (Kommande)

### Dansspel
- Dance Central
- Dance Evolution
- Dance Paradise
- Michael Jackson - The Experience (30 januari 2011)
- Just Dance

### Sportspel
- Kinect Sports
- MotionSports
- Sports Island - Freedom
- Crossboard 7
- EA Sports - Grand Slam Tennis 11 (Kommande) (Stöds)

### Bilspel
- Kinect Joy Ride
- Forza Motorsport 4 (Kommande) (Stöds)

### Fightingspel
- Fighters Uncaged

### Äventyrspel
- Sonic Free Riders
- Star Wars Kinect (Kommande)
- Harry Potter & The Deathly Hallows Part 1 (Stöds)